# Kuwaitische Fußballnationalmannschaft
Die kuwaitische Fußballnationalmannschaft ist die Nationalmannschaft des Golfstaates Kuwait. Die Nationalmannschaft ist Mitglied des asiatischen Kontinentalverbandes Asian Football Confederation und des Weltverbandes FIFA.

## Geschichte
Die Kuwait Football Association (KFA) wurde 1952 gegründet und trat 1962 der FIFA bei. Schon vor dem FIFA-Beitritt nahm Kuwait an den Panarabischen Spielen 1961 in Marokko teil, wo die Mannschaft in ihrem ersten Spiel zwar einen Punkt gegen Libyen gewinnen konnte, die nächsten vier Spieler aber verlor, darunter eine ihrer höchsten Niederlagen beim 0:8 gegen Ägypten. 1980 wurde Kuwait Asienmeister und 1982 nahm Kuwait zum ersten Mal an einer Fußball-Weltmeisterschaft teil.
Bei der Qualifikation zur Fußball-Weltmeisterschaft 2006 warf Kuwait die favorisierten Chinesen aus dem Rennen, konnte sich aber im weiteren Verlauf nicht qualifizieren.
Am 29. Oktober 2007 hat die FIFA bis auf weiteres die Suspendierung Kuwaits aus allen internationalen Wettbewerben beschlossen. Als Grund wurde die Einmischung der Regierung in Angelegenheiten des Verbandes genannt.
Am 9. November 2007 hob die FIFA die Suspendierung provisorisch wieder auf. Sollte der kuwaitische Fußballverband seinen Pflichten nicht nachkommen, tritt die Suspendierung wieder in Kraft.
Kuwait spielte in der dritten Runde Qualifikation für die Weltmeisterschaft 2010 gegen den Iran, die Vereinigten Arabischen Emirate und Syrien. Im Verlauf der Qualifikation holte die Mannschaft lediglich vier Punkte aus sechs Spielen und schied somit als Gruppenletzter aus.
2010 gewann Kuwait die Westasienmeisterschaft in Jordanien.
Kuwait ist u. a. mit 10 Meistertiteln im Golfpokal Rekordsieger dieses Fußballwettbewerbs, der alle 2 bis 3 Jahre
stattfindet.
Der Kuwaitische Fußballverband wurde am 16. Oktober 2015 mit sofortiger Wirkung suspendiert. Die Suspendierung wurde im Dezember 2017 aufgehoben, nach der Erlassung neuer Sportgesetze, wodurch der KFA und seine Mitglieder (die Klubs) ihre Aktivitäten und Verpflichtungen wieder unabhängig ausüben können.

## Teilnahmen an den Olympischen Spielen
| 1900 bis 1968       | nicht teilgenommen |
| 1972 in München     | nicht qualifiziert |
| 1976 in Montreal    | nicht qualifiziert |
| 1980 in Moskau      | Viertelfinale      |
| 1984 in Los Angeles | nicht qualifiziert |
| 1988 in Seoul       | nicht qualifiziert |

Nach 1988 hat die A-Nationalmannschaft nicht mehr an den Olympischen Spielen und den Qualifikationsspielen dazu teilgenommen. Die Olympiamannschaft nahm 1992 und 2000 teil, schied aber in der Vorrunde aus.

## Teilnahme Kuwaits an Fußball-Weltmeisterschaften
- 1930 bis 1970 – keine Teilnahme
- 1974 bis 1978 – nicht qualifiziert
- 1982 – Vorrunde
- 1986 bis 2014 – nicht qualifiziert
- 2018 – disqualifiziert
- 2022 – nicht qualifiziert
- 2026 – nicht qualifiziert

## Teilnahme Kuwaits an Fußball-Asienmeisterschaften
- 1972 – Vorrunde
- 1976 – Zweiter Platz
- 1980 – Asienmeister
- 1984 – Dritter Platz
- 1988 – Vorrunde
- 1992 – nicht qualifiziert
- 1996 – Vierter Platz
- 2000 – Viertelfinale
- 2004 – Vorrunde
- 2007 – nicht qualifiziert
- 2011 – Vorrunde
- 2015 – Vorrunde
- 2019 – disqualifiziert
- 2024 – nicht qualifiziert
- 2027 – Qualifiziert

## Teilnahme Kuwaits an Fußball-Westasienmeisterschaften
- 2000 bis 2008 – nicht teilgenommen
- 2010 – Sieger
- 2012 – Vorrunde
- 2013/14 – Vierter Platz
- 2019 – Vorrunde
- 2021 – qualifiziert (Austragung erst 2023)

## Teilnahme Kuwaits am FIFA-Arabien-Pokal
- 2021 – nicht qualifiziert

## Spiele gegen deutschsprachige Fußballnationalmannschaften
|    | Datum      | Ort                  | Heimmannschaft | Resultat | Gastmannschaft |
| -- | ---------- | -------------------- | -------------- | -------- | -------------- |
| 1. | 26.01.1990 | Kuwait               | Kuwait         | 1:2      | DDR            |
| 2. | 09.05.2002 | Freiburg im Breisgau | Deutschland    | 7:0      | Kuwait         |

Bisher gab es keine Spiele gegen Österreich, Liechtenstein, Luxemburg und die Schweiz.

## Rekordspieler
Bader al-Mutawa hat von allen derzeit noch aktiven Spielern nach Cristiano Ronaldo (219) die meisten Länderspiele bestritten. Nur der nicht mehr aktive malaysische Spieler Soh Chin Ann hat auch mehr Spiele bestritten, von denen die FIFA aber nur 195 zählt.
| Rang | Name               | Einsätze | Tore | Position   | Zeitraum  |
| ---- | ------------------ | -------- | ---- | ---------- | --------- |
| 01   | Bader al-Mutawa    | 196      | 55   | Angriff    | 2003–0000 |
| 02   | Waleed Jumah       | 136      | 07   | Mittelfeld | 2002–2014 |
| 03   | Bashar Abdullah    | 134      | 75   | Angriff    | 1996–2007 |
| 04   | Musaed Neda        | 126      | 20   | Abwehr     | 2002–2015 |
| 05   | Yousef Nasser      | 119      | 52   | Angriff    | 2009–0000 |
| 06   | Nawaf al-Khaldi    | 116      | 0    | Tor        | 2000–2014 |
| 07   | Jarah al-Ateeqii   | 112      | 04   | Mittelfeld | 2001–2013 |
| 08   | Wail al-Habashi    | 109      | 19   | Mittelfeld | 1986–1998 |
| 08   | Nohair al-Shammari | 109      | 02   | Abwehr     | 1996–2009 |
| 10   | Jamal Mubarak      | 107      | 09   | Abwehr     | 1994–2006 |
| 11   | Fahad al-Ansari    | 104      | 03   | Mittelfeld | 2009–0000 |
| 12   | Fahad Awadh        | 102      | 04   | Abwehr     | 2005–2015 |
| 13   | Mahboub Mubarak    | 101      | 04   | Abwehr     | 1976–1990 |

### Rekordtorschützen
| Rang | Name                           | Tore | Einsätze | Zeitraum  |
| ---- | ------------------------------ | ---- | -------- | --------- |
| 01.  | Bashar Abdullah                | 75   | 134      | 1996–2018 |
| 02.  | Jassem Mohammed al-Houwaidi    | 63   | 083      | 1992–2009 |
| 03.  | Bader al-Mutawa                | 55   | 196      | 2003–0000 |
| 04.  | Yousef Nasser                  | 52   | 119      | 2009–0000 |
| 05.  | Jassim Yacoub Sultan al-Besara | 36   | 49       | 1972–1982 |
| 05.  | Faisal ad-Dachil               | 36   | 67       | 1974–1986 |

Stand: 31. Dezember 2024

## Trainer
- Ali Othman (1955)
- Ahmed Abu Taha (1957)
- Edmund Majowski (1958)
- Ljubiša Broćić (1962)
- Mohammed Abdu Saleh Al Wahsh (1964)
- Dimitri Tadić (1966–1969)
- Taha Al Touki (1970)
- Ljubiša Broćić (1971–1973)
- Hassen Nasser (1973)
- Ljubiša Broćić (1973–1975)
- Mário Zagallo (1976–1978)
- Saleh Zakaria (1978)
- Carlos Alberto Parreira (1978–1983)
- Antônio Lopes (1983–1985)
- Malcolm Allison (1985–1986)
- Saleh Zakaria (1986)
- György Mezey (1986–1987)
- Antônio Vieira (1987–1988)
- George Armstrong (1988)
- Miguel Pereira (1989)
- Otacílio Gonçalves (1989–1990)
- Luiz Felipe Scolari (1990)
- Muhammad Karam (1990)
- Valmir Louruz (1990–1992)
- Paulo Campos (1992–1993)
- Gildo Rodrigues (1993)
- Jawad Maqseed (1993)
- Walerij Lobanowskyj (1993–1996)
- Milan Máčala (1996–1999)
- Dušan Uhrin (1999–2001)
- Berti Vogts (2001–2002)
- Radojko Avramović (2002–2003)
- Paulo César Carpegiani (2003–2004)
- Mohammed Ibrahem (2004)
- Johan Boskamp (2004–2005)
- Slobodan Pavković (2005)
- Mohammed Ibrahem (2005)
- Mihai Stoichiță (2005–2006)
- Saleh Zakaria (2006–2007)
- Rodion Gačanin (2007–2008)
- Mohammed Ibrahem (2008–2009)
- Goran Tufegdžić (2009–2013)
- Jorvan Vieira (2013–2014)
- Nabil Maaloul (2014–2018)
- Romeo Jozak (2018–2019)
- Thamer Enad (2019–2020)
- Andrés Carrasco (2020–2021)
- Thamer Enad (2021–2022)
- Vítězslav Lavička (2022)
- Rui Bento (2022–2024)
- Juan Antonio Pizzi (2024–2025)
- Hélio Sousa